# Безуглый, Игнатий Фёдорович
Игнатий Фёдорович Безуглый (19 декабря 1905 года, село Безугловка, ныне Козельщинский район, Полтавская область — 27 апреля 1990 года, Москва) — советский военный деятель, Генерал-майор (1955 год).

## Начальная биография
Игнатий Фёдорович Безуглый родился 19 декабря 1905 года в селе Безугловка, ныне Козельщинского района Полтавской области.

## Военная служба

### Довоенное время
В ноябре 1927 года был призван в ряды РККА и направлен на службу в 75-м стрелковом полку (25-я стрелковая дивизия, Кременчуг, Украинский военный округ). В 1928 году окончил полковую школу, после чего служил старшиной.
В 1931 году окончил школу сверхсрочников в Полтаве. С сентября 1931 по июнь 1932 года находился на курсах подготовки комсостава при Киевском объединённом военном пехотном училище.
В январе 1936 года был назначен на должность командира взвода, а затем роты в Киевском военном пехотном училище. В 1937 года поступил на факультет вечернего обучения Военной академии имени М. В. Фрунзе в Киеве, а в ноябре 1938 года был переведён в Москву на 2-й курс основного факультета этой же академии.
По окончании академии в сентябре 1939 года Безуглый был направлен в Белорусский военный округ, где был назначен на должность начальника разведывательного отдела штаба 3-го стрелкового корпуса, дислоцированного в Витебске. Находясь на этой должности, принимал участие в советско-финской войне. С апреля 1940 года вновь служил в Киевском военном пехотном училище на должностях помощника командира и командира батальона курсантов, помощника начальника учебного отдела училища.

### Великая Отечественная война
В июне 1941 года капитан Игнатий Фёдорович Безуглый был назначен на должность комиссара 4-го полка охраны штаба Юго-Западного фронта. С 18 сентября по 31 октября находился в окружении со штабом фронта в районе города Пирятин Полтавской области. Из окружения вышел в районе села Бобровы Дворы Курской области, после чего находился в резерве Юго-Западного фронта.
В декабре 1941 года майор Безуглый был назначен на должность начальника оперативного отделения штаба 124-й стрелковой дивизии. С февраля 1942 года временно исполнял должность командира 781-го стрелкового полка. В августе 1942 года был назначен на должность начальника штаба 124-й стрелковой дивизии, а в марте 1943 года — на должность начальника штаба 29-го стрелкового корпуса, преобразованного 17 апреля 1943 года в 3-й гвардейский. С 31 марта по 20 апреля 1944 года временно исполнял должность командира корпуса, который находился в резерве Ставки ВГК. Корпус принимал участие в Березнеговато-Снигиревской, Белорусской, Восточно-Прусской, Берлинской и Пражской операциях. За умелое планирование боевых операций и четкое управление войсками Игнатий Фёдорович Безуглый был награждён двумя орденами Кутузова 2-й степени и одним орденом Богдана Хмельницкого 2-й степени.

### Послевоенная карьера
С декабря 1945 года Безуглый находился в распоряжении ГУК НКО.
С февраля 1946 года был слушателем Высшей военной академии имени К. Е. Ворошилова, по окончании которой в апреле 1948 года был назначен на должность начальника отдела оперативной подготовки оперативного управления штаба БелВО, в декабре 1952 года — на должность заместителя начальника, в феврале 1954 года — на должность начальника этого управления, а в декабре 1955 года — на должность 1-го заместителя командующего войсками округа, а в апреле 1958 года — на должность старшего преподавателя кафедры оперативного искусства Военной академии Генштаба.
В июле 1964 года генерал-майор Игнатий Фёдорович Безуглый вышел в запас. Умер 27 апреля 1990 года в Москве.

## Награды
- Орден Ленина (1952)
- Три ордена Красного Знамени (??.02.1943, 07.05.1943, 1947)
- Два ордена Кутузова 2 степени (19.03.1944, 18.06.1944)
- Орден Богдана Хмельницкого 2 степени (1945)
- Три ордена Отечественной войны 1 степени (30.10.1943, 25.08.1944, 06.04.1985)
- Орден Красной Звезды (03.11.1944)
- Медали.